# أحمد باشا الطرخونجي
أحمد باشا الطرخونجي (بالتركية: Tarhuncu Ahmed Paşa)‏ كان الصدر الأعظم للدولة العثمانية في الفترة ما بين 20 يونيو 1652م حتى 21 مارس 1653م. تُوفي في 21 مارس 1653م بمدينة إسطنبول.